# آنا فرنسيس مور
آنا فرنسيس مور (بالإسبانية: Ana Francis Mor)‏ هي ممثلة مكسيكية، ولدت في 1973.

## وصلات خارجية
- آنا فرنسيس مور على موقع IMDb (الإنجليزية)